# Maranguape
Maranguape is een gemeente in de Braziliaanse deelstaat Ceará. De gemeente telt 126.486 inwoners (schatting 2017).

## Aangrenzende gemeenten
De gemeente grenst aan Caridade, Caucaia, Guaiuba, Maracanaú, Pacatuba, Palmácia en Pentecoste.